# Äl Jawala
Äl Jawala [æl dʒa'væla] est un groupe allemand de musiques du monde, originaire de Fribourg.

## Histoire

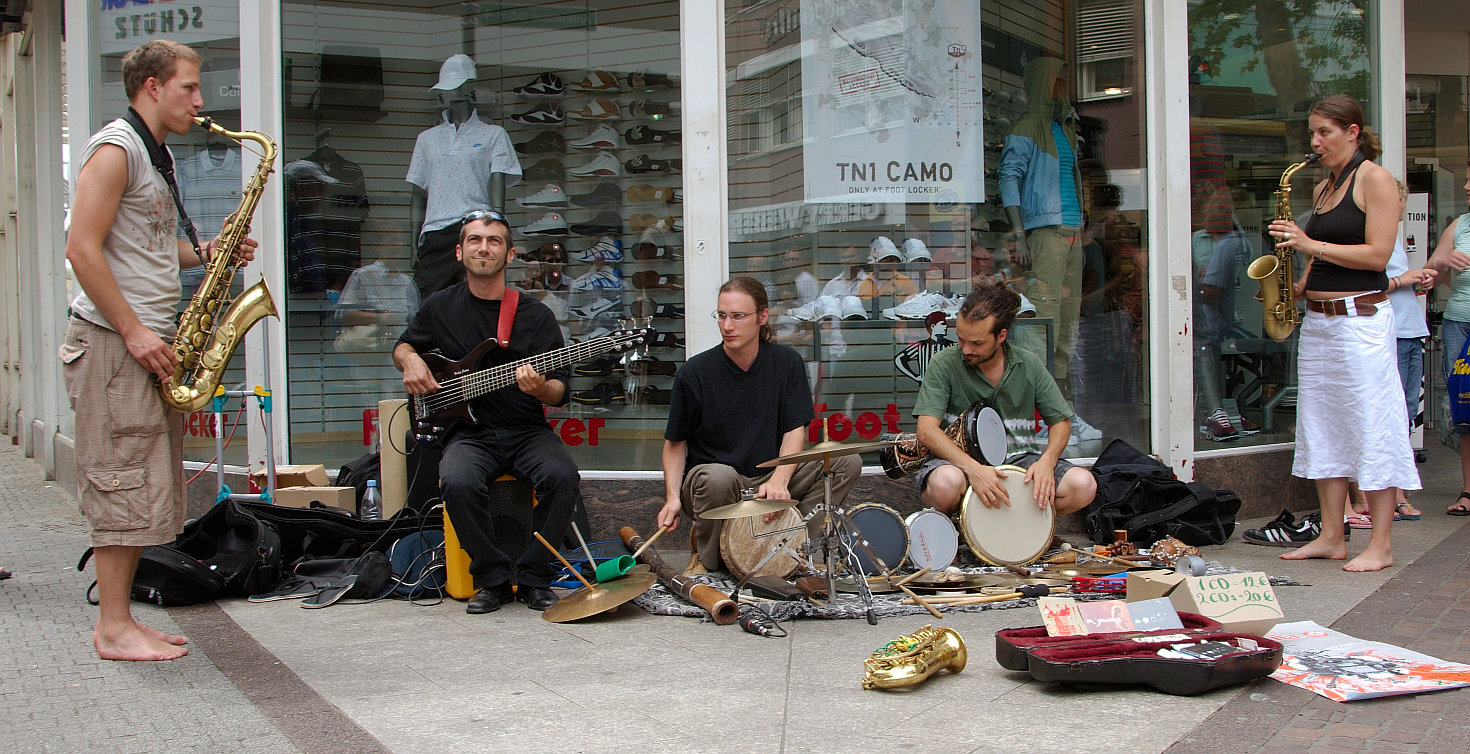
Äl Jawala à Karlsruhe, mai 2007.

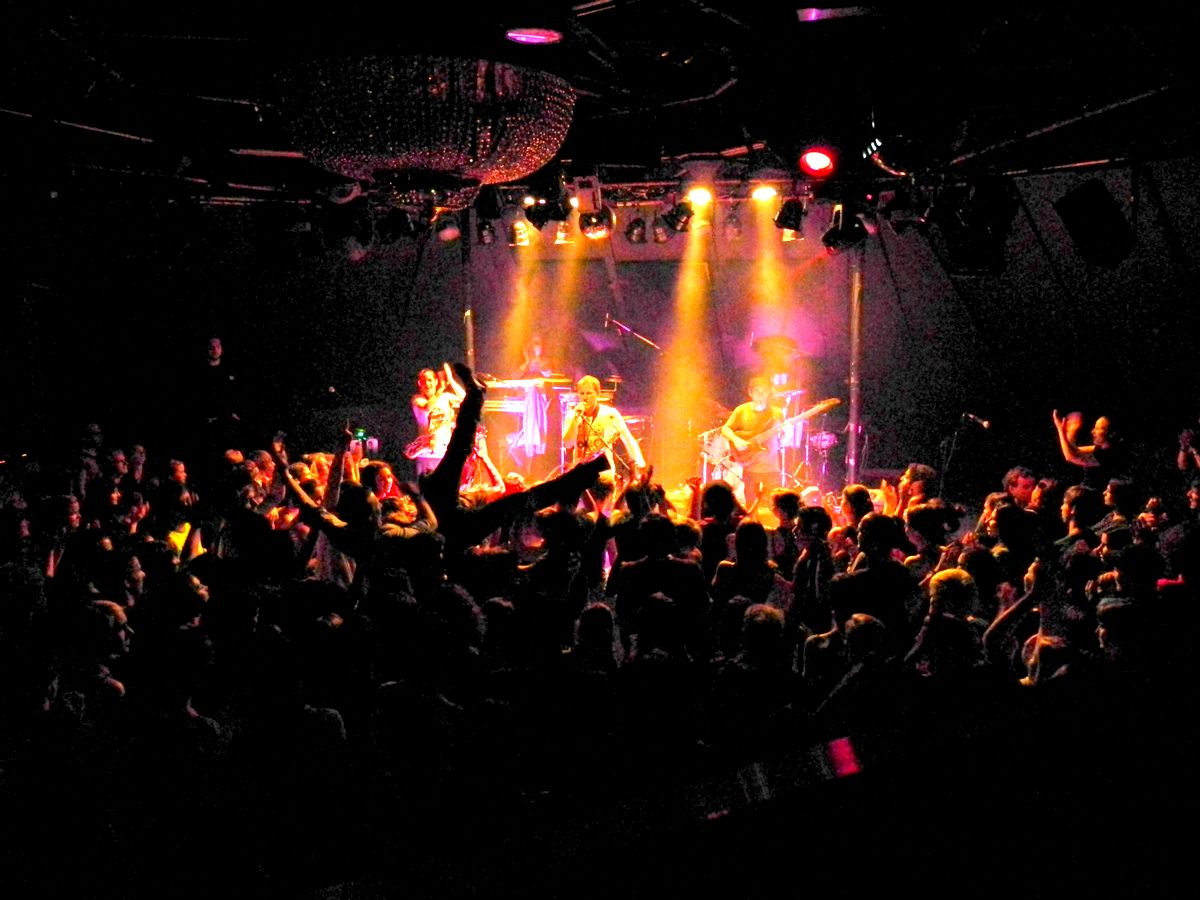
Äl Jawala live, 2012.

Äl Jawala vient du mot arabe qui signifie « le voyageur », « randonneurs », « gens du voyage ». Äl Jawala commence son parcours en 2000 en tant que quatuor (sans basse). Dans leurs premières années, ils ont joué essentiellement comme musiciens de rue. En 2005, ils donnent des concerts avec le Bucovina Club du DJ Shantel et en 2007 jouent avec le No Smoking Orchestra d'Emir Kusturica.
Le groupe part en tournée à travers l'Europe centrale et orientale (Allemagne, France, Suisse, Autriche et Bulgarie) et en Amérique du Nord. Le groupe joue à l'Hôtel-Dieu en France en 2014.

## Discographie
- 2002 : Urbanâtya
- 2004 : BalkanBigBeatz – Live
- 2005 : Live At Jazzhaus Freiburg
- 2008 : Lost In Manele (enregistré au Tollhaus Karlsruhe en Janvier 2007)
- 2009 : Asphalt Pirate Radio
- 2011 : The Asphalt Pirate Remixes (EP numérique)
- 2011 : The Ride
- 2012 : Blast Your Ghetto Remixes
- 2013 : LIVE (Enja)
- 2014 : Voodoo Rag / Satellite (single/EP)
- 2015 : Road To Eldorado (single/EP)
- 2016 : ''Hypnophonic
- 2018 : Lovers
- 2022 : I Way To Äl